# Halswell (rivière)

La rivière Halswell (=anglais : Halswell River )  est un cours d’eau de la région de  Canterbury situé dans la partie est de l’Ile du Sud  de la Nouvelle-Zélande.

## Géographie
Elle prend sa source dans la chaîne de Port Hills au  Sud de Christchurch et s’écoule vers le sud dans le lac Ellesmere . Une partie de  la rivière avait initialement le nom Māori de Huritini (ce qui signifie nombreux coudes ou "many  turns"), Te Tau Awa a Maka et Te Heru o Kahukura. La rivière fut renommée en l’honneur de Edmund Storr Halswell (en), qui était un membre du comité d’organisation de la Association de Canterbury (en) et arriva en Nouvelle-Zélande en 1841.